# Zengqu
Zengqu (kinesiska: 赠曲) är ett vattendrag i Kina. Det ligger i provinsen Sichuan, i den sydvästra delen av landet, omkring 440 kilometer väster om provinshuvudstaden Chengdu.
Genomsnittlig årsnederbörd är 782 millimeter. Den regnigaste månaden är juni, med i genomsnitt 186 mm nederbörd, och den torraste är december, med 2 mm nederbörd.